# James Edward Keeler
James Edward Keeler (n. 10 septembrie 1857, LaSalle⁠(d), Illinois, SUA – d. 12 august 1900, California, SUA) a fost un astronom american.

## Cariera și viața personală
Keeler a lucrat la Observatorul Lick începând din 1888, dar a plecat după ce a fost numit director al Observatorului Allegheny al Universității din Pittsburgh în 1891. El s-a întors la Observatorul Lick ca director al acestuia în 1898, dar a murit la scurt timp după aceea, în 1900. Cenușa sa a fost înmormântată într-o criptă de la baza Telescopului Memorial Keeler de 31-inch la Observatorul Allegheny.
Împreună cu George Hale, Keeler a fondat și editat Jurnalul Astrofizic, care rămâne o mare revistă de astronomie în prezent.
Părinții lui au fost William F. și Anna (născută Dutton) Keeler. El s-a căsătorit în 1891 și a lăsat o văduvă și doi copii.

## Cercetare
Keeler a fost primul care a observat intervalul din inelele lui Saturn în prezent cunoscut sub numele de Intervalul Encke, folosind refractorul de 36-inch de la Observatorul Lick, pe 7 ianuarie 1888. După ce această caracteristică a fost numită după Johann Encke, care observase o variație mult mai largă în luminozitatea Inelului A, contribuțiile lui Keeler au fost aduse la lumină. Cel de-al doilea interval major în Inelul A, descoperit de Voyager, a fost numit Intervalul Keeler în onoarea sa.
| 452 Hamiltonia  | 6 decembrie 1899 | [ 12 ] [ 13 ] |
| (20958) A900 MA | 29 iunie 1900    | [ 14 ]        |

În 1895, studiul său spectroscopic asupra inelelor lui Saturn a arătat că părți diferite ale inelelor reflectă lumina cu schimburi Doppler diferite, din cauza vitezelor lor de orbitare diferite în jurul lui Saturn. Aceasta a fost prima confirmare observațională a teoriei lui James Clerk Maxwell că inelele sunt alcătuite din nenumărate obiecte mici, fiecare orbitând în jurul lui Saturn cu viteza sa proprie. Aceste observații au fost făcute cu un spectrograf atașat la telescopul cu refracție Fitz-Clark de 13-inch de la Observatorul Allegheny.
Observațiile sale cu telescopul Crossley de la Observatorul Lick au ajutat să se stabilească importanța telescoapelor de reflexie optice mari, și au extins înțelegerea astronomilor despre nebuloase. După moartea sa prematură, colegii săi de la Observatorul Lick s-au îngrijit de publicarea fotografiilor sale de nebuloase și roiuri într-un volum special al publicațiilor Observatorului Lick.
Keeler a descoperit două planete minore, asteroidul Koronis 452 Hamiltonia în 1899, și asteroidul intersector al lui Marte (20958) A900 MA în 1900, care a devenit o planetă minoră pierdută până la recuperarea sa cu 99 ani mai târziu.
După descoperirea pulsarilor în 1967, imagini optice ale Nebuloasei Crabului captate de Keeler în 1899 au fost utilizate pentru a determina mișcarea corectă a Pulsarului Crabului.

## Onoruri și moștenire
Keeler a fost distins cu Medalia Henry Draper de la Academia Națională de Științe în 1899. În anul 1900, el a fost ales președinte al Societății Astronomice a Pacificului.
În 1880, directorul Observatorului Allegheny Samuel Pierpont Langley, însoțit de Keeler și alții, a mers într-o expediție științifică spre vârful Mount Whitney. Scopul expediției era de a studia cum radiația Soarelui era absorbită selectiv de atmosfera Terrei, comparând rezultatele de la mare altitudine cu cele găsite la nivelurile inferioare. Ca urmare a expediției, un pisc de 14.240 picioare aproape de Mount Whitney a fost numit "Acul Keeler”.
În plus față de intervalul lui Keeler în inelele lui Saturn, craterul marțian Keeler, craterul lunar Keeler, precum și asteroidul 2261 Keeler, sunt numite în onoarea lui.

## Linkuri externe
- Lucrări de James Edward Keeler la Proiectul Gutenberg
- Opere de sau despre James Edward Keeler la Internet Archive
- Campbell, W. W. (noiembrie 1900). „James Edward Keeler”. ApJ. 12: 239–253. Bibcode:1900ApJ....12..239C. doi:10.1086/140764. Mai multe valori specificate pentru |DOI= și |doi= (ajutor)
- H. H. T. (februarie 1901). „List of Fellows and Associates deceased during the past year”. Monthly Notices of the Royal Astronomical Society. 61: 197–199. Bibcode:1901MNRAS..61..197.. doi:10.1093/mnras/61.4.197. Mai multe valori specificate pentru |DOI= și |doi= (ajutor)
- Memoriu Biografic, Academia Națională de Științe